# Сельский округ Жибек Жолы
Се́льский окру́г Жибе́к Жолы́ (каз. Жибек Жолы ауылдық округі) — административная единица в составе Аршалынского района Акмолинской области.
Административный центр — село Жалтырколь.

## География
Административно-территориальное образование расположено в западной части Аршалынского района. В состав сельского округа входит 4 населённых пункта.
Граничит с землями административных единиц:
- Целиноградский район — на севере и западе,
- Волгодоновский сельский округ — на северо-востоке,
- сельский округ Арнасай — на востоке,
- Ижевский сельский округ — на юго-востоке,
- Акбулакский сельский округ — на юге,
- город Астана — на северо-западе.

Территория сельского округа расположена на казахском мелкосопочнике. Рельеф местности в основном представляет собой равнину с малыми возвышенностями. Перепад высот незначительны; средняя высота округа — около 375 метров над уровнем моря.
Гидрографическая сеть округа рекой Ишим — протекающая с северо-востока на северо-запад. Имеются озёра Барлыколь, Жалтырколь, Тазколь, Сурколь и другие.
Климат холодно-умеренный, с хорошей влажностью. Среднегодовая температура воздуха отрицательная и составляет около −4,0 °C. Среднемесячная температура воздуха в июле достигает +20,3 °C. Среднемесячная температура января составляет около −14,4 °C. Среднегодовое количество осадков составляет около 420 мм. Основная часть осадков выпадает в период с июня по июль.
Через территорию сельского округа с севера на юг проходит автодорога республиканского значения — М-36 «Граница РФ (на Екатеринбург) — Алматы, через города Костанай, Астана, Караганда».
Также проходит железная дорога «Астана — Караганда». Имеются станции.

## История
В 1989 году существовал как — Александровский сельсовет (сёла Александровка, Мартыновка, разъезды 41, 102).
В периоде 1991—1998 годов, Александровский сельсовет был преобразован в сельский округ.
В 2007 году сельский округ, сёла Александровка, Мартыновка были переименованы в сельский округ Жибек Жолы, сёла Жибек Жолы, Жалтырколь соответственно.
В 2025 году село Жибек Жолы выделено из состава сельского округа в самостоятельную административно-территориальную единицу - посёлок Жибек Жолы; административный центр округа перенесен в село Жалтырколь.

## Население
| Численность населения | Численность населения | Численность населения |
| 1989                  | 1999                  | 2009                  |
| --------------------- | --------------------- | --------------------- |
| 3044                  | ↘3006                 | ↗4627                 |

## Состав
| № | Населённый пункт | Тип населённого пункта | Население, 1989 | Население, 1999 | Население, 2009 |
| - | ---------------- | ---------------------- | --------------- | --------------- | --------------- |
| 1 | Жалтырколь       | село                   | 452             | 406             | 593             |
| 2 | Разъезд 41       | разъезд                | 52              | 81              | 116             |
| 3 | Разъезд 102      | разъезд                | 12              | 32              | 45              |

## Местное самоуправление
Аппарат акима сельского округа Жибек Жолы — село Жибек Жолы, микрорайон микрорайон, 4.
- Аким сельского округа — Канафин Канат Бегайдарович[1].